# Ignacy Łukasiewicz
Jan Józef Ignacy Łukasiewicz (1822, Zaduszniki - 1882, Chorkówka) fou un farmacèutic polonès inventor del primer mètode de destil·lar querosè a través del filtratge de petroli. Fou també el fundador de la indústria polonesa del petroli i un dels pioners en el món de la indústria petroliera. Entre els seus èxits es troba la creació del refinament del querosè des del cru (1852), el llum de querosè (1853) i la descoberta del primer pou d'oli (1854).
Va ser un dels filantrops més destacats del Regne de Galítsia i Lodomeria, terra de la corona de l'Imperi Austrohongarès. Va ser un pioner que l'any 1856 va construir la primera refineria de petroli moderna del món.

## Biografia

### Joventut i estudis

escut de Łada

Ignacy Łukasiewicz va néixer el 8 de març de 1822 a Zaduszniki, prop de Mielec, Regne de Galítsia i Lodomeria a l'Imperi Austríac (després de les particions de Polònia) com el més jove de cinc fills. La seva família era d'origen armeni. Els seus pares eren Apolonia, de soltera Świetlik, i Józef Łukasiewicz, membre de la noblesa intel·lectual local amb dret a utilitzar l'escut d'armes de Łada i veterà de l'aixecament de Kościuszko. La família va llogar una petita mansió a Zaduszniki, però poc després del naixement d'Ignacy les dificultats econòmiques els van obligar a traslladar-se a la propera ciutat de Rzeszów. Allà, Ignacy va entrar a l'escola secundària local (el gimnàs de Konarski), però no va aprovar els exàmens i va marxar el 1836. Per ajudar els seus pares i donar suport econòmic a tots els familiars, es va traslladar a Łańcut, on va començar a treballar com a ajudant de farmacèutic. Cap al final de la seva vida, Łukasiewicz va descriure sovint la seva infància com a feliç; l'ambient de casa era patriòtic i una mica democràtic, i habitualment recordava el seu primer tutor, el coronel Woysym-Antoniewicz, que residia a casa seva.

### Implicació en moviments polítics

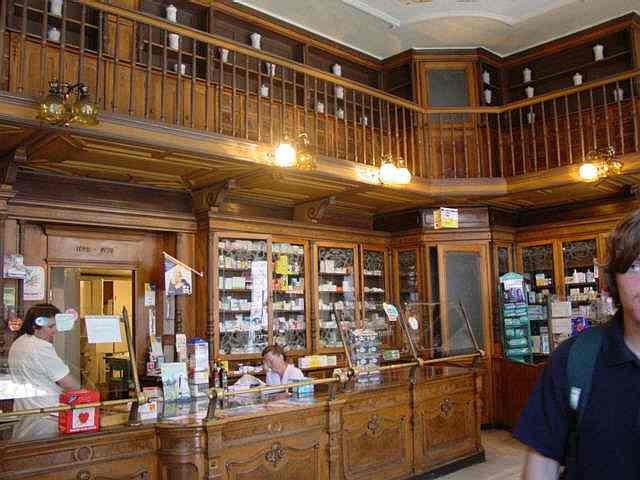
Farmàcia Gold Star de Mikolasch

En traslladar-se a Łańcut, Łukasiewicz també es va implicar en diverses organitzacions polítiques que donaven suport a la idea de restaurar la sobirania i la independència de Polònia i va participar en moltes reunions polítiques a la zona. El 1840 va tornar a Rzeszów, on va continuar treballant a la farmàcia privada d'Edward Hübl. El 1845 va conèixer el diplomàtic i activista Edward Dembowski, que va admetre Łukasiewicz a la il·legal Centralització de la Societat Democràtica Polonesa, un partit que es va centrar en polítiques radicals i va donar suport a una revolta contra el govern austríac. L'objectiu de l'organització era preparar un aixecament nacional contra els tres poders.
Com que el moviment era vist com un possible perill per a la monarquia austríaca, el 19 de febrer de 1846 Łukasiewicz i diversos altres membres del partit van ser arrestats per les autoritats austríaques i empresonats a la ciutat de Lviv. No obstant això, el 27 de desembre de 1847 Łukasiewicz va ser alliberat de la presó per manca de proves, però durant la resta de la seva vida va ser considerat com políticament poc fiable i sovint observat per la policia local que estava en possessió dels seus registres. També va rebre l'ordre de romandre a Lviv amb el seu germà gran Franciszek.

### Carrera com a químic
El 15 d'agost de 1848 va ser contractat en una de les farmàcies més grans i millors de la Galícia austríaca (l'anomenada Polònia austríaca); la Farmàcia Golden Star (Pod Złotą Gwiazdą) a Lviv, l'actual Ucraïna, propietat de Piotr Mikolasch. El 1850 es va publicar un almanac farmacèutic de mà i un preciós document titulat manuskrypt, el treball conjunt de Mikolasch i Łukasiewicz. A causa d'aquest èxit, les autoritats li van concedir un permís per continuar estudis farmacèutics a la Universitat Jagellònica de Cracòvia. Després d'uns quants anys d'estudis, finançats sobretot per Mikolasch, va aprovar tots els seus exàmens universitaris excepte el de farmacognòsia, que li va impedir graduar-se. Finalment, el 30 de juliol de 1852 Łukasiewicz es va graduar al departament de farmàcia de la Universitat de Viena, on va obtenir un màster en tecnologia farmacèutica. Tan bon punt va tornar a la farmàcia de Piotr Mikolasch a Lviv va començar una nova etapa de la seva vida dedicada als estudis d'explotació del querosè.

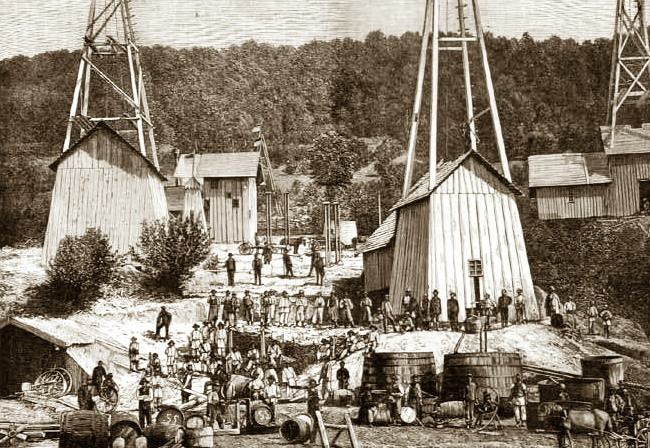
Pous de petroli gallecs

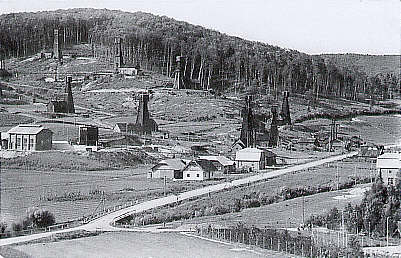
Pous de petroli, Grabownica Starzeńska, 1930

### Indústria del petroli i llum de petroli
Tot i que se sabia que el petroli existia durant molt de temps a la regió subcarpata -gallega, s'utilitzava més com a fàrmac animal i lubricant, però Łukasiewicz, John Zeh i Mikolasch van ser els primers a destil·lar el líquid a Galícia i al món i van poder explotar-lo per a il·luminació i crear una nova indústria. A la tardor de 1852 Łukasiewicz, Mikolasch i el seu col·lega John Zeh van analitzar l'oli, que els comerciants de la ciutat de Drohobych proporcionaven en uns quants barrils. Després de mètodes i processos farmacèutics, l'oli purificat s'obtenia i venia a les farmàcies locals, però les comandes eren petites a causa dels alts preus. A principis de 1854 Łukasiewicz es va traslladar a Gorlice, on va continuar el seu treball. Va muntar moltes empreses juntament amb empresaris i terratinents. Aquell mateix any, va obrir la primera mina de petroli del món a Bóbrka, prop de Krosno (encara operativa a partir del 2020). Al mateix temps, Łukasiewicz va continuar el seu treball sobre les làmpades de querosè. Més tard aquell any, va instal·lar el primer fanal de querosè al districte de Zawodzie de Gorlice. En els anys següents va obrir uns quants altres pous de petroli, cadascun com una empresa conjunta amb comerciants i empresaris locals. El 1856 a Ulaszowice, prop de Jasło, va obrir una destil·leria de petroli: la primera refineria industrial de petroli del món. Com que la demanda de querosè encara era baixa, la planta inicialment produïa principalment asfalt artificial, oli de màquina i lubricants. La refineria va ser destruïda en un incendi de 1859, però va ser reconstruïda a Polanka, prop de Krosno, l'any següent.

### Vida posterior i mort
El 1863 Łukasiewicz, que s'havia traslladat a Jasło el 1858, era un home ric. Va donar suport obertament a l'aixecament de gener de 1863 i va finançar ajuda per als refugiats. El 1865 va comprar una gran casa pairal i el poble de Chorkówka. Allà va establir una altra refineria de petroli. Després d'haver guanyat una de les fortunes més grans de Galítsia, Łukasiewicz va promoure el desenvolupament de la indústria petroliera a les zones de Dukla i Gorlice. Va donar el seu nom a diverses empreses mineres de petroli de la zona, com ara els pous de petroli a Ropianka, Wilsznia, Smereczne, Ropa i Wójtowa. També es va convertir en un benefactor regional i va fundar un balneari a Bóbrka, una capella a Chorkówka i una gran església a Zręcin.
Com un dels empresaris més coneguts del seu temps, Łukasiewicz va ser elegit membre del Sejm gallec. El 1877 també va organitzar el primer Congrés de la indústria petroliera i va fundar la National Oil Society. Ignacy Łukasiewicz va morir a Chorkówka, Regne de Galítsia i Lodomeria, el 7 de gener de 1882 de pneumònia i va ser enterrat al petit cementiri del proper (3 quilòmetres) Zręcin, al costat de l'església gòtica que havia finançat. Łukasiewicz es va casar, el 1857, amb la seva neboda Honorata Stacherska i després de perdre la seva única filla, Marianna, la parella va adoptar Walentyna Antoniewicz.

## Llegat

### Objectes que porten el nom de Łukasiewicz
El 1961 es va fundar a Bubrka el Museu Ignacy Łukasiewicz de la indústria del petroli i el gas.
Per una resolució del Consell de Ministres de Polònia de data 19 de setembre de 1974, el nom d'Ignacy Łukasiewicz va ser assignat al Politechnika Rzeszowska im. des de l'1 d'octubre de 1974.
El febrer de 2012 es va fundar la Fundació de l'Institut Ignacy Łukasiewicz, una organització sense ànim de lucre que té com a objectiu activitats científiques i educatives (incloent-hi, en primer lloc, la difusió del coneixement sobre les activitats i el patrimoni científic d'Ignacy Łukasiewicz), donant suport al desenvolupament de l'emprenedoria, el foment de l'educació econòmica i les mesures de protecció dels drets familiars, per millorar les condicions de treball.

### Monuments

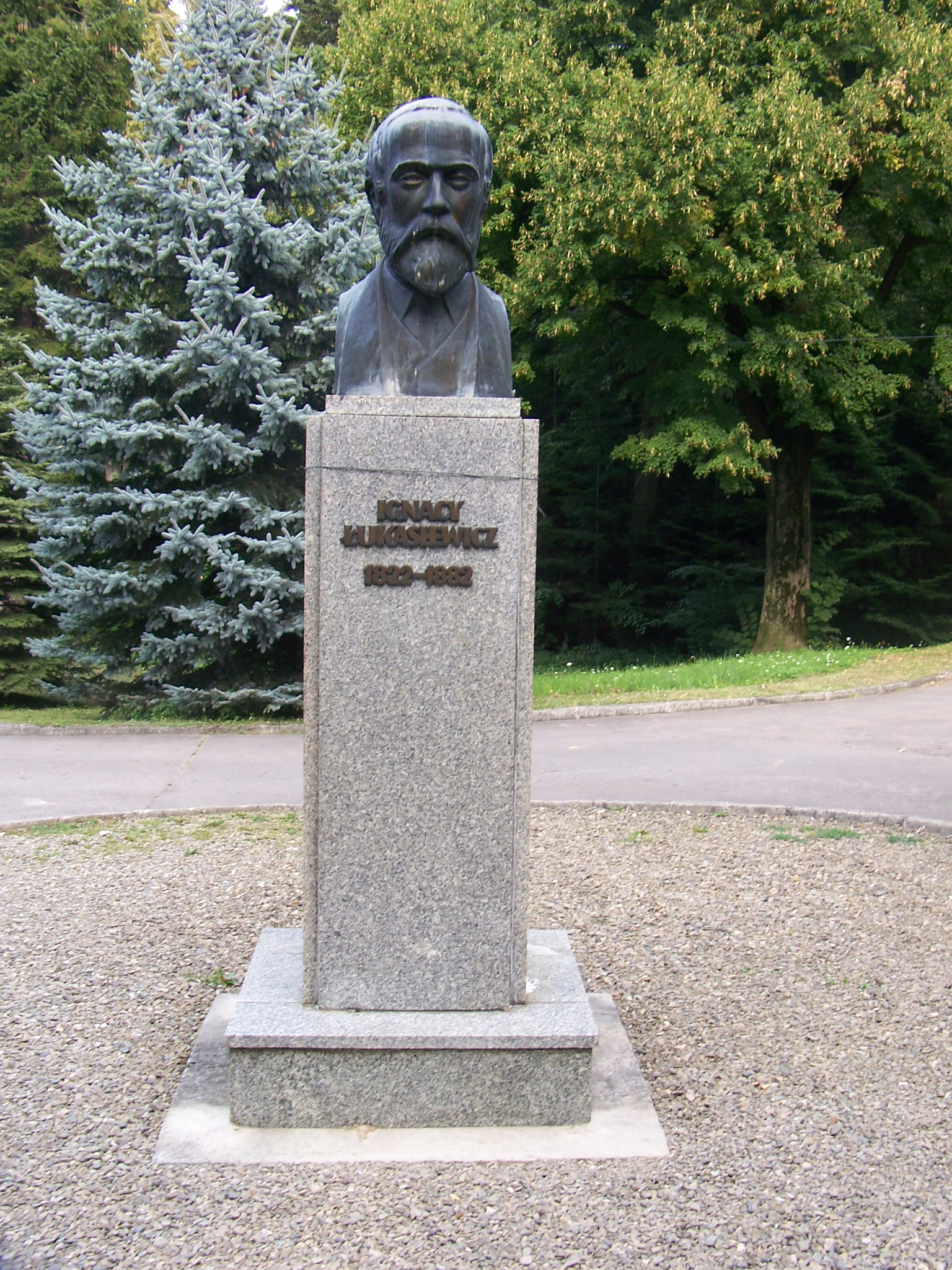
Bubrka. Bust d'Ignacy Łukasiewicz (1998)

Un monument a Lukasiewicz es troba a Ucraïna. L'any 2008, al carrer Armyanskaya de Lviv es va inaugurar un monument als inventors de la làmpada de querosè, Jan Zech i Ignacy Lukasiewicz, obra de l'escultor V. Cisaryk. La composició del monument és peculiar: Zech és representat assegut a una taula a l'entrada del cafè de la làmpada de querosè, i Lukasiewicz mirant per la finestra del tercer pis de l'establiment.
- Monument a Crosno (Plaça de la constitució): estàtua de bronze sobre una base de granit de l'escultor S. Rashi.Va ser inaugurat el 23 d'octubre de 1932.[14][15]
- Monument a Chorkówka inaugurat el 1979.[16]
- Monument a Rzeszów de l'escultor Władysław Kandefer a la Politechnika Rzeszowska im. Ignacego Łukasiewicza, inaugurat el 22 de juny de 2001.[17]
- Monument a Płock de l'escultor Karol Badyna a la cantonada del carreró de Cobylin i el carrer Lukasiewicz; inaugurat el 2007.
- Monument a Zielona Góra de l'escultor Robert Tomac a Heroes Street; inaugurat el 3 de desembre de 2008.[18]
- Bust d'Ignacy Łukasiewicz de l'escultor Władysław Kandefer. Al carrer de Gorlice hi ha un altre bust de Łukasiewicz a Gorlice, al carrer Vyshin, davant de L'Escola Secundària Ignacy Łukasiewicz Núm. 1[16] i una capella en forma de làmpada de querosè es troba a la intersecció dels carrers hongarès i Cuciusco (al lloc on es va encendre la primera làmpada de querosè del carrer Łukasiewicz).[19]
- Bust d'Ignacy Łukasiewicz de l'escultor Władysław Kandefer al carrer Lubitsch Cracòvia (al costat de l'edifici de l'Institut de Petroli i Gas).[16]

### Filatèlia i numismàtica
El 14 de setembre de 1960, amb motiu del V Congrés Científic Farmacèutic celebrat a Poznań per la Societat Farmacèutica Polonesa (celebrat del 22 al 24 de setembre), es va emetre a Polònia un segell postal amb un valor nominal de 60 cèntims amb un retrat de Ignacy Łukasiewicz (l'autor de la imatge va ser E. Desselberger)
Paral·lelament, també es va estrenar un sobre artístic, dedicat a aquest acte, en el qual s'imprimia l'esmentat segell de correus
El 22 de març de 1982 es va publicar a Polònia una sèrie de 6 segells postals 100è aniversari de la mort d'Ignacy Łukasiewicz (l'autor dels dibuixos era V. Andrzejewski). El segell amb un valor nominal d'1 zloty mostra un retrat d'I. Łukasiewicz, i els segells amb un valor nominal de 2; 2,5; 3,5; 9 i 10 zloty mostren imatges de llums de querosè del segle xix
En memòria d'I. Lukasiewicz, també es van emetre articles sòlids a Polònia, incloses targetes postals d'una sola cara amb el segell original :
- una de les set postals emeses el 13 d'octubre de 1973, dedicada a l'Any de la Ciència Polonesa, que tenia un segell original amb un retrat de Łukasiewicz amb un valor nominal d'1 zloty;
- una postal emesa el 12 de juliol de 1984, dedicada al 130è aniversari del primer pou de petroli polonès a Bubrka, que també tenia el segell original amb un retrat de Łukasiewicz (denominació 5 zlotys).

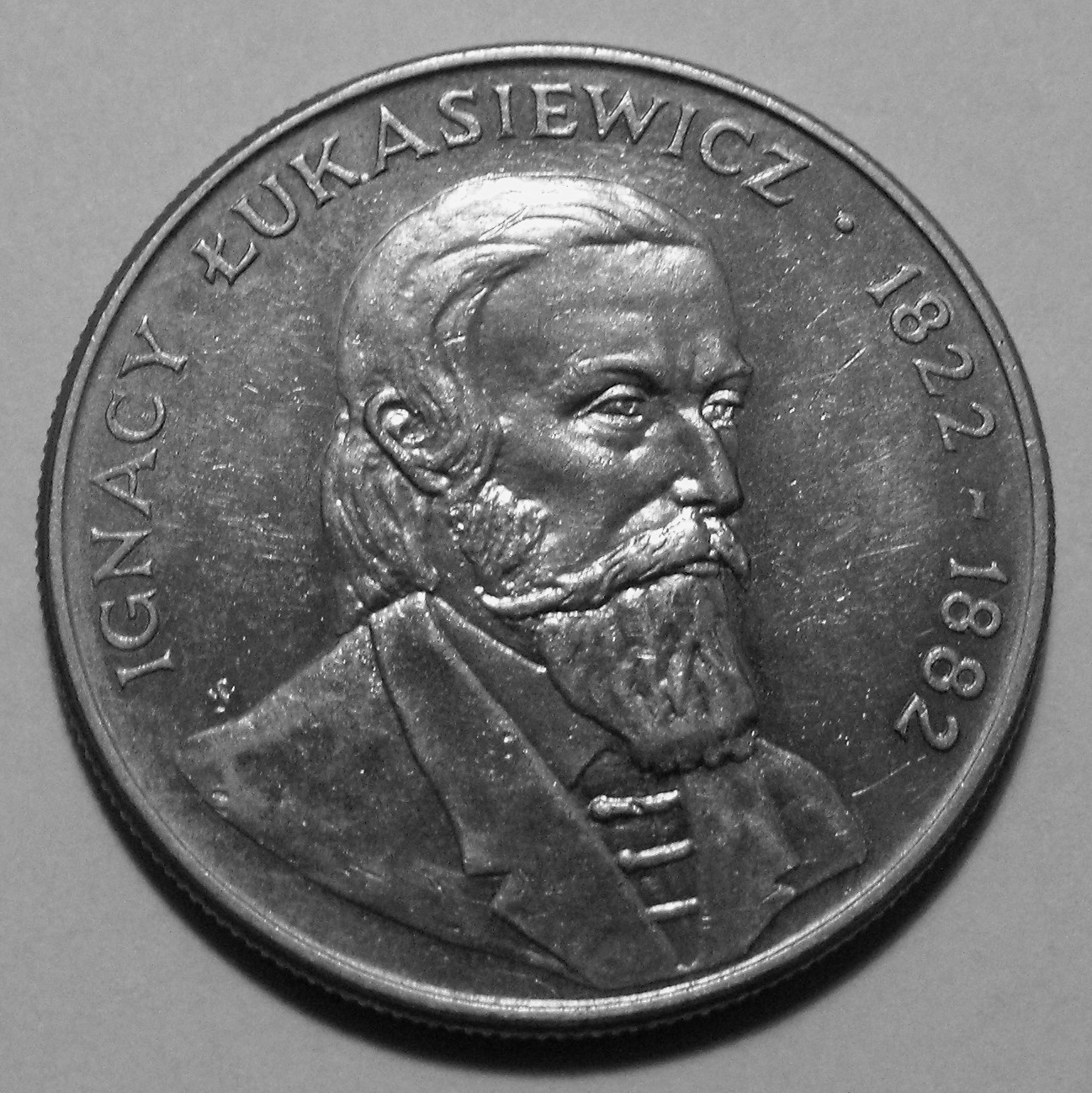
Moneda amb un retrat d'Ignacy Łukasiewicz (1983)

L'any 1983, el Banc Nacional de Polònia, amb una circulació de 611.700 peces, va emetre una moneda commemorativa per valor de 50 zlotys, al revers de la qual hi ha un retrat d'Ignacy Łukasiewicz i la inscripció Ignacy Łukasiewicz • • 1822 - 1882 d'aliatge de coure-níquel; fet segons el disseny d'A. Jarnuszkiewicz i S. Vontrubskoy-Frindt)
L'any 2003 també es van emetre monedes de la sèrie 150 anys de la indústria del petroli i el gas: una moneda commemorativa per valor de 2 zlotys (fabricada amb aliatge d'or nòrdic; dissenyada per E. Tyc-Karpińska i R. Nowakowska, circulació de 600.000 peces) i dues monedes de col·lecció, fetes segons el disseny de R. Nowakowska: una moneda de plata de 10 zlotys (circulació 43.700 peces) i una moneda d'or de 200 zlotys (circulació de 2100 peces). Els dissenys inversos de les tres monedes contenen la imatge d'Ignacy Łukasiewicz i la data 31•VII•1853.